# Mordechaj Anielewicz

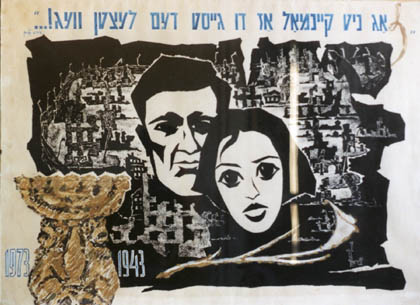
Mordechaj Anielewicz et sa compagne Mira Fuchrer dans les ruines du ghetto de Varsovie.
Tableau de Shimon Garmize.

Mordechaj Anielewicz, né à Wyszków, dans la voïvodie de Mazovie en 1919 et mort à Varsovie le 8 mai 1943, est le commandant de la Żydowska Organizacja Bojowa (ŻOB, l'Organisation juive de combat), qui coorganisa avec Żydowski Związek Wojskowy (ŻZW), l'Union militaire juive — proche du Betar) le soulèvement du ghetto de Varsovie en 1943.

## Biographie
Né en 1919 dans une famille pauvre de la région de Varsovie, Mordechaj Anielewicz rejoint le mouvement de jeunesse sioniste socialiste : Hachomer Hatzaïr. Après l'invasion de la Pologne par l'Allemagne nazie en 1939, il rejoint avec des membres de son groupe les régions orientales de la Pologne, pour aider les Polonais à retarder l'avance allemande. Après l'invasion des régions orientales de la Pologne par les armées de Staline à la suite du pacte germano-soviétique, les Soviétiques l'arrêtent et l'emprisonnent. Il est libéré peu de temps après et retourne alors à Varsovie.
Lors d'une réunion des responsables des mouvements juifs à Vilnius en Lituanie, il appelle ses camarades et les membres d'autres mouvements à prendre les armes pour combattre l'envahisseur nazi. En janvier 1940, il organise une structure secrète de propagande et de résistance anti-allemande.

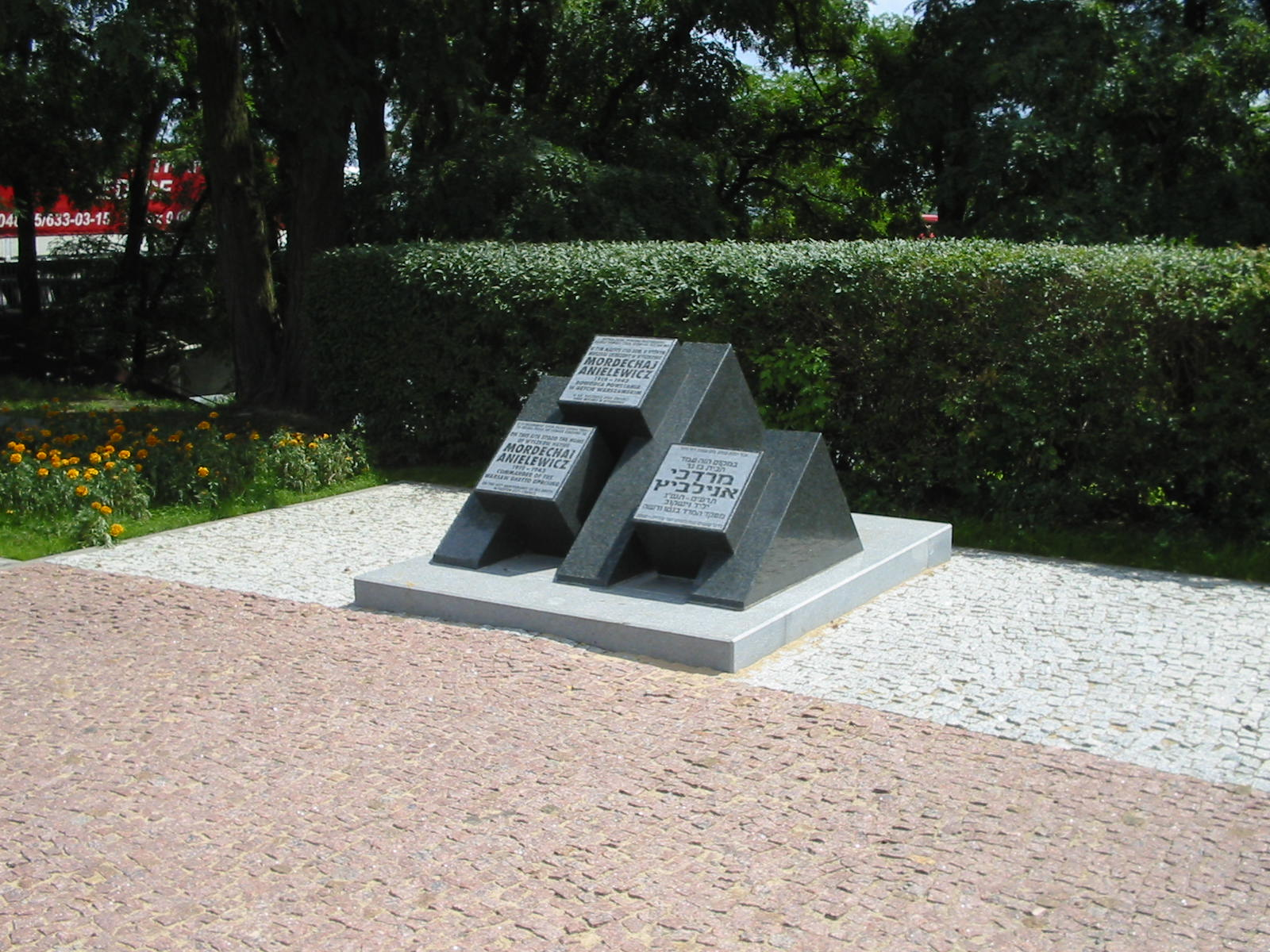
Mémorial à Wyszków.

Pendant que l'Aktion Reinhard vide le ghetto de Varsovie entre le 22 juillet et le 21 septembre 1942, il se trouve à Zaglebie dans le sud-est de la Pologne. Il veut y préparer la jeunesse sioniste au combat. Durant cette période, il retourne brièvement à Varsovie où il participe à la création de l'Organisation juive de combat (ŻOB) qui réunit tous les partis juifs des sionistes aux antisionistes en passant par les bundistes. Il en est élu commandant en chef en novembre 1942. En janvier 1943, il échappe de justesse à un accrochage avec les Allemands. C'est la première fois que ceux-ci se heurtent à la résistance de la ŻOB.
À partir du 19 avril 1943, il dirige l'insurrection pour lutter contre une nouvelle vague de déportations avec Marek Edelman et Paweł Frenkel. Le 8 mai 1943, face à la dureté de la répression, et sans possibilité de continuer la lutte, il se suicide dans son bunker du 18 de la rue Miła, avec l'état-major de la ŻOB dont sa compagne Mira Fuchrer. D'autres historiens pensent qu'il a été tué par les Allemands. Marek Edelman lui succédera.
Il a reçu la médaille militaire polonaise du gouvernement polonais en exil à Londres.

## Hommages
En Israël, le kibboutz Yad Mordechai a été nommé ainsi en son honneur. À Varsovie, la rue Gęsia (une des artères de l'ancien ghetto) porte maintenant le nom de Mordechaj Anielewicz (le changement de nom date des années 1960). Le groupe local des Éclaireuses et éclaireurs israélites de France (ÉËIF) de Lyon porte son nom.

## Au cinéma
- 1979 : Holocauste : interprété par Murray Salem
- 2001 : 1943, l'ultime révolte : interprété par Hank Azaria